# Ankylopteryx (Ankylopteryx) lambillioni
Ankylopteryx (Ankylopteryx) lambillioni is een insect uit de familie van de gaasvliegen (Chrysopidae), die tot de orde netvleugeligen (Neuroptera) behoort. 
Ankylopteryx (Ankylopteryx) lambillioni is voor het eerst wetenschappelijk beschreven door Navás in 1929.